# Бух, Лев Константинович
Бух Лев Константинович (1847, Рязань — 2 апреля 1917, Петроград) — русский экономист и революционер, автор статей.

## Биография
Дворянин. Отец — тайный советник, член совета министра финансов. Брат — Бух, Николай Константинович.
Учился в Петербургской гимназии. Потом в Уфимской. По окончании гимназии был студентом юридического факультета в Петербургском, а затем в Московском университете, но курса не окончил. Осенью 1869 года переехал в Самару, где служил чиновником особых поручений при самарском губернаторе и был частным поверенным при Самарской уголовной палате. В 1871 году — секретарь в комиссии по подоходному налогу в Санкт-Петербурге, а потом чиновник особых поручений при министре финансов. В начале 1870-х годов познакомился с Д. Клеменцом и другими чайковцами, но в их кружок не вступил. В 1877 году примкнул к внепартийному кружку (В. Луцкий, А. Астафьев, И. Головин, Н. К. Бух и др.). Этот кружок издавал в 1878 году в Санкт-Петербурге нелегальную газету «Начало». Бух стал одним из редакторов «Начала» и разместил в нём несколько статей (внутренняя хроника в № 1 и передовые статьи в № 3 и 4).
Помогал скрываться осужденной В. Засулич 31 марта 1878 года. Распространял газету «Земля и Воля». 27 февраля 1879 года арестован в Санкт-Петербурге по делу об открытом на Гутуевском острове складе типографских принадлежностей, как находившийся в сношениях с кружком Бориса Ненсберга. Пробыл в заключении полтора года. После освобождения был близок к редакции журнала «Слово». 8 июля 1881 года его дело было прекращено без всяких последствий для него.
В январе 1881 года уехал в Париж, где входил в парижскую группу «Красного Креста Народной Воли», писал экономические статьи в «Вестнике Народной Воли» и «Отечественных записках». В 1885 году вернулся в Россию. Жил в Санкт-Петербурге. В 1892 году поступил на службу в Государственный банк Российской империи. В 1890-х годах — член совета Петербургско-Азовского коммерческого банка. В 1900 году издавал газету «Петербургский Вестник»; в 1903 году — «Экономическую газету».
Сотрудничал в журнале «Вестник Европы», «Народное Хозяйство», газете «Сын Отечества».

## Труды
- «Теория ценности» (1889)
- «Деньги» (1891)
- «Основные элементы политической экономии. Ч. I. Интенсивность труда, стоимость, ценность и цена товаров» (1896, немецкий перевод 1896)
- «Жизнь» (1898)
- «О трудовой норме землепользования при социализации земли» (1917)[2][3][4].